# Monoxyde de tricarbone
Le monoxyde de tricarbone est un oxyde de carbone inorganique de formule C3O. Il continue la série d'oxydes de carbone du type carbène comme le monoxyde de carbone (CO) et monoxyde de dicarbone (C2O).
En 1971, DeKoch et Weltner observent l'apparition d'un pic IR à 2 241 cm-1 quand ils font réagir des atomes de carbone sur du monoxyde de carbone dans une matrice d'argon gelé. Ils attribuent ce pic au C3O. Ce n'est que dans les années 1980 que de nouvelles preuves de la formation de ce composé sont trouvées. Ronald D. Brown et al. le synthétisent en pyrolysant à 600 °C de l'acide de Meldrum et un de ses dérivés. Puis, en 1984, la molécule est détectée dans le milieu interstellaire.
Ce composé instable se décompose en CO2 et CO.[réf. nécessaire]